# 셰퉁먼현

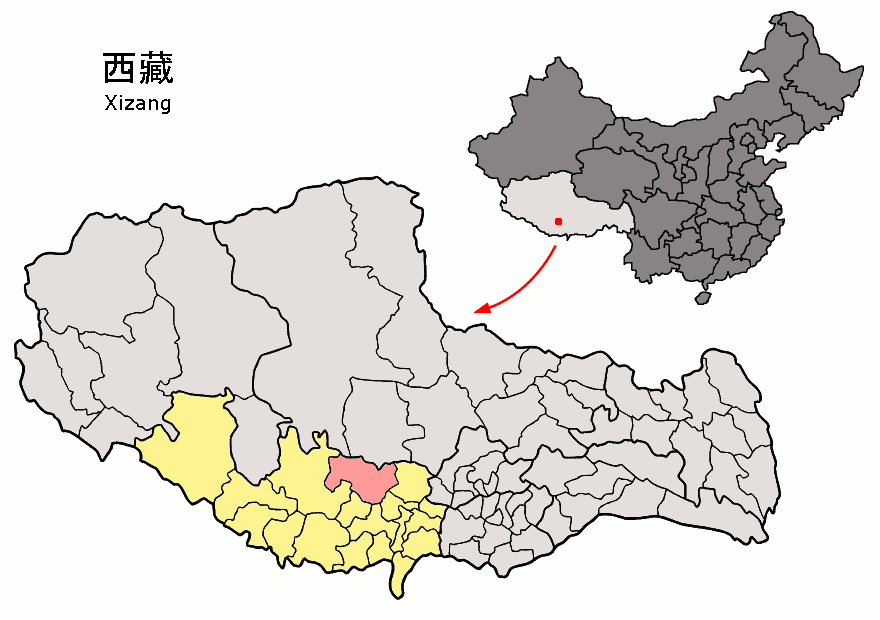
샤이통모인 현의 위치

셰퉁먼현(티베트어: བཞད་མཐོང་སྨོན་རྫོང་ 샤이통모인 종, 중국어: 谢通门县, 병음: Xiètōngmén Xiàn)은 티베트 자치구 르카쩌 지구의 현급 행정구역이다. 넓이는 14000km2이고, 인구는 2007년 기준으로 40,000명이다.

## 기후
연평균 기온은 4℃, 연평균 강수량은 350~400mm이다.

## 행정 구역
1개 진, 18개 향을 관할한다.
- 진: 卡嘎镇.
- 향: 达木夏乡, 查布乡, 春哲乡, 则许乡, 娘热乡, 措布西乡, 纳当乡, 青都乡, 切琼乡, 美巴切勤乡, 列巴乡, 塔丁乡, 荣玛乡, 通门乡, 仁钦则乡, 达那普乡, 达那答乡, 南木切乡.